# 조성하 (1845년)
조성하(趙成夏, 1845년 3월 ~ 1881년 7월)는 조선의 문신, 척신, 정치인, 시인, 저술가이다. 신정왕후 조씨의 친정 조카이며, 조영하의 동갑 6촌 형이다. 본관은 풍양이고 자는 순소(舜韶), 호는 소하(小荷), 시호는 문헌(文獻)이다. 한성부 출생이다.
처음에는 불우한 처지에 있던 흥선대원군과 뜻이 맞았으나, 나중에는 여흥 민씨 일파와 손을 잡고 대원군 배척에 나섰다.

## 생애
철종 때인 1861년 식년문과에 을과로 급제한 후 대교(待敎)가 되었다. 장인 이호준(李鎬俊)을 통해 불우한 처지에 있던 흥선군을 만나 친분을 쌓았으며, 흥선군과 고모 조대비의 만남을 주선해주기도 했다.
고종 연간에 대사성, 이조참의를 지냈으나 흥선대원군 집권 말기 그의 정적이 되어 실각을 지지하는 입장에 섰다. 1874년 평안도 관찰사로 부임되었다.
그 후 경연지사(經筵知事), 예조판서, 이조판서를 거쳐 1881년 의정부 좌참찬에 부임되었으나 그 해 병으로 죽었다.

## 저서
저서에 《금강산기(金剛山記)》가 있다.

## 가족 및 친척 관계
- 조부 : 조원영(趙原永) - 조만영의 아우이며 조인영의 형
  - 생부 : 조병준(趙秉駿)
  - 양부 : 조병구(趙秉龜) - 조만영의 아들
    - 아내 : 우봉 이씨
      - 아들 : 조동면(趙東冕)

    - 처남(이복 처남): 이윤용(李允用, 1854~1939)
    - 처남(양처남): 이완용(李完用, 1858~1926)